# Заслуженный работник физической культуры и спорта Республики Беларусь
«Заслуженный работник физической культуры и спорта Республики Беларусь» (бел. Заслужаны работнік фізічнай культуры і спорту Рэспублікі Беларусь) — почётное звание в Республике Беларусь.
Почетное звание «Заслуженный работник физической культуры и спорта Республики Беларусь» присваивается организаторам физкультурного движения, учёным, работникам коллективов физической культуры, физкультурных организаций, учреждений образования, научно-исследовательских институтов, работающих в сфере физического воспитания и спорта пятнадцать и более лет, за заслуги в развитии физической культуры и спорта, в организационно-методической, учебно-тренировочной, воспитательной, инженерно-технической, научно-педагогической и хозяйственной деятельности, совершенствовании систем физического воспитания населения, массового спорта, спорта высших достижений.